# Lola la trailera
Lola la trailera es una película de acción mexicana de 1983 dirigida por Raúl Fernández Fernández y protagonizada por Rosa Gloria Chagoyán e Irma Serrano «La Tigresa». Esta película goza de gran popularidad en México y Estados Unidos durante la década de los 80, siendo considerada la más taquillera de la historia del cine mexicano, con más de 168,119,853 asistentes durante su proyección (Cifra obtenida de dividir los Ingresos Brutos 672,479,413 pesos entre el precio del boleto que era en ese momento de 4 pesos); la cual está centrada en la historia de una mujer conductora de un camión de remolque y su incansable lucha contra los narcotraficantes. 

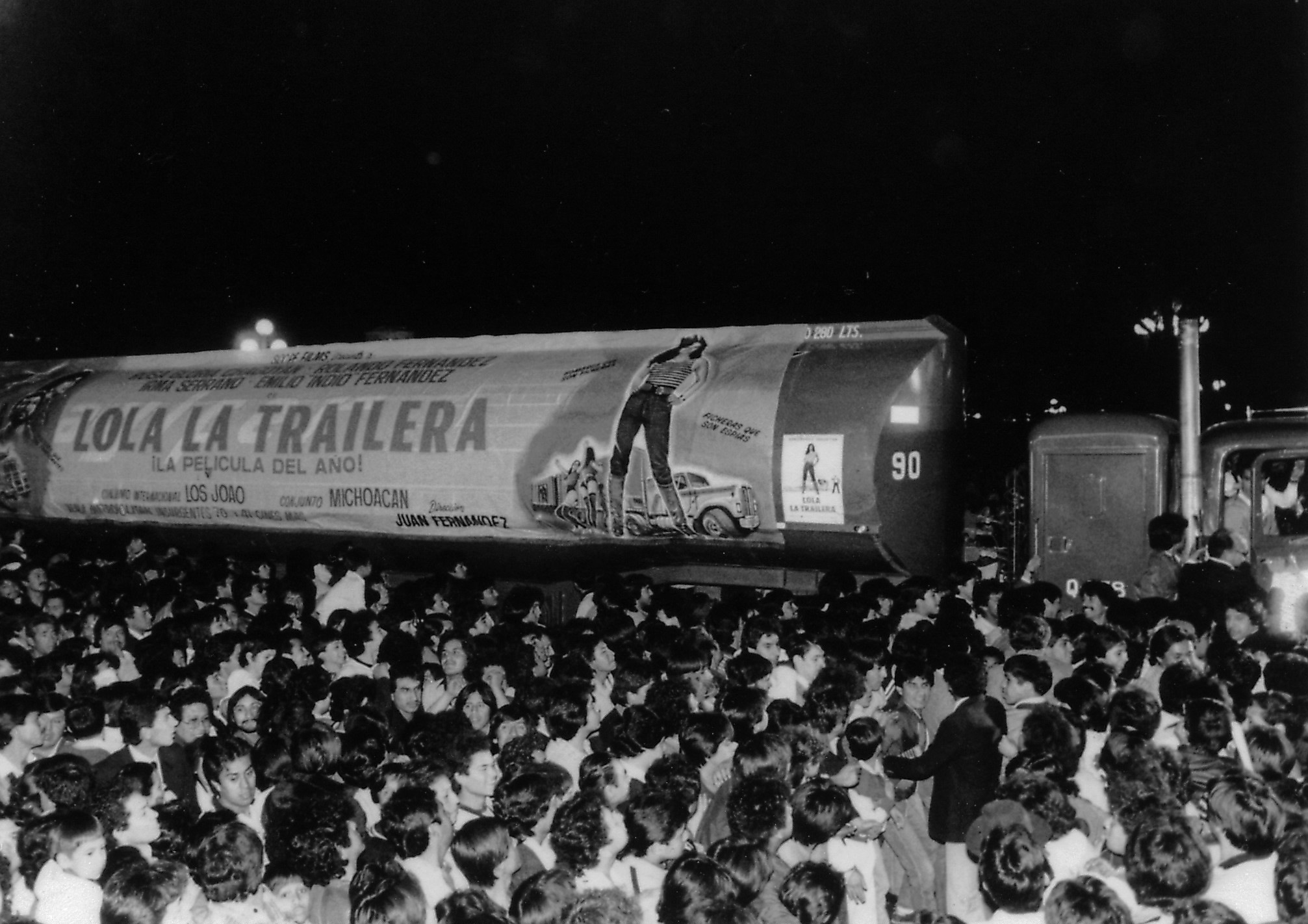
Premier Lola La Trailera

## Argumento
Lola (Rosa Gloria Chagoyán) es hija de un trailero (Miguel Manzano) dedicado al transporte de productos. Cuando este se niega a utilizar su tráiler para pasar de contrabando drogas por la frontera para una banda de narcotraficantes, es asesinado por ellos. La policía no ayuda a esclarecer el crimen porque la mayor parte de ellos son corruptos y se encuentran en vinculación con los delincuentes. Lola hereda el tráiler y comienza a trabajar en él, al mismo tiempo que trata de vengar la muerte de su padre, haciéndose de un arma para ello. Su único aliado es Jorge (Rolando Fernández López), quien es un policía que trabaja encubierto para tratar de capturar a los cárteles de la droga y de quien Lola se enamora.

## Reparto
- Rosa Gloria Chagoyán como Lola Chagano
- Rolando Fernández López como Jorge Stander, detective
- Irma Serrano «La Tiguesa» como Flor de Lotos / Alondra
- Emilio «El Indio» Fernández como guardaespaldas de Leoncio
- Edna Bolkan como chica de Leoncio
- Milton Rodríguez como Leoncio Cardenas, narcotraficante
- María Cardinal como chica de Leoncio
- Sergio Ramos como cliente
- Carmelina Encinas como chica de Leoncio
- Miguel Manzano como padre de Lola
- Roberto Cañedo como jefe de detective de policía
- Ricardo Carrión como conductor del trailer
- Ismael Rojas como guardaespaldas de Leoncio
- Manolo Fregoso
- Gerardo Martínez
- Ernesto Pruneda
- Lola Manzano como chica de Leoncio
- Manuel Garza
- Enrique Diaz M.
- Ruben Fernandez
- Fausto Calvo
- Juan Carlos Talamantes
- Isaias Valdez como padrino de Lola
- José Reyes
- Juan Cruz Gonzalez
- Famie Kaufman "Vitola" como Ana Paula
- Joaquín García "Borolas"
- Socorro Bonilla como chica de Leoncio
- Charly Valentino como cliente de Ana Paula
- Lucía Gálvez como chica de Leoncio
- Paco Sañudo como gay en casa de Ana Paula
- Carlos East como guardaespaldas de Leoncio
- Salvador Julian como guardaespaldas de Leoncio
- Nora Larraga "Karla" como chica de Leoncio

## Valor cultural
Si bien ha recibido algunas críticas por tratarse de una película de baja calidad, Lola la Trailera gozó de alta difusión tanto en México como Estados Unidos. En este último caso, el público estadounidense la conoció a través de su difusión en las tiendas de videos. Con una inversión original de cerca de $150,000 dólares, recabó en México alrededor de $672,479,413.00 pesos, mientras que entre el público hispano estadounidense recabó 2.5 millones de dólares., lo que la convirtió en la película más taquillera de la historia del cine mexicano.
Lola la Trailera marca el inicio del género de películas basadas en el tema del narcotráfico, pero al mismo tiempo retrata una historia que acontece en la frontera México-Estados Unidos lo que en cierta manera refleja la identidad nacional mexicana en contraposición con la cultura y la vida estadounidenses.
El personaje de Lola, además, posee un cariz de reivindicación feminista ya que destaca por realizar el trabajo tradicionalmente masculino de conducir tráileres (camiones), al mismo tiempo que adquiere el carácter de personaje de acción por usar armas y vencer a los villanos. Por ello, también, llega a ser vista en el ámbito popular y, en ocasiones, en un tono jocoso, como una especie de súper heroína mexicana.

## Secuelas y posteriores apariciones
Esta cinta tuvo dos continuaciones: El secuestro de Lola (Lola la Trailera 2), de 1986 y El gran reto (Lola la Trailera 3) de 1991.
El personaje de Lola también apareció en el año 2008 en  Central de abasto, interpretada por la misma actriz  Rosa Gloria Chagoyán. También apareció en No se aceptan devoluciones. Aparece nuevamente en la telenovela en Mi camino es amarte.